# Orde van de Feniks (Republiek China)

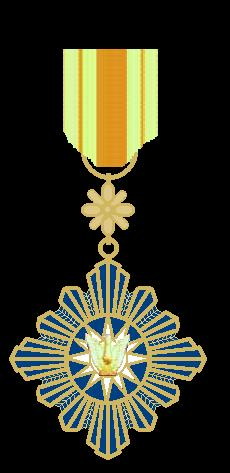
De Orde van de Fenix

De Orde van de Feniks van de Republiek China, nu Taiwan, is een van Ridderorden en Orden van Verdienste die naar deze mythische, ook in de Chinese heraldiek en symbolenleer belangrijke vogel zijn genoemd.
Het kleinood van de Orde hangt aan een oranje lint met twee brede gele strepen dat, zoals in China gebruikelijk, opvallend klein is ten opzichte van het juweel van de Orde.
Op het juweel is een kleine gouden feniks op een witte ster aangebracht. Tussen de twaalf armen van het kruis zijn rijstplanten afgebeeld.